# Anderson Silva
Anderson da Silva (portugalská výslovnost: [ˈɐ̃deʁsõ ˈsiwvɐ]; přezdívka "The Spider" - "Pavouk"; * 14. dubna 1975) je brazilský bojovník smíšených bojových umění (MMA). Silva byl nejdéle vládnoucím šampionem za celou dobu existence organizace a zároveň nejvíckrát úspěšně obhájil titul (10x). V UFC držel nejdelší zápasovou šňůru neporazitelnosti - celkem 16 soubojů. Je považován za číslo 1 ve své váze všemi vlivnými časopisy, servery a odborníky. Podle mnoha z nich je nejlepším současným bojovníkem ve smíšených bojových uměních bez rozdílu vah na světě. Prezident UFC Dana White ho dokonce označil za nejlepšího bojovníka MMA všech dob. Silva je také důstojníkem speciální brazilské vojenské policie ve státě Rio de Janeiro. Některé pohyby se naučil od svého přítele mistra bojových umění Stevena Seagala.
Silva je komplexním bojovníkem. Po ringu se pohybuje jako jeho velký vzor Bruce Lee, podle jehož citátu si pojmenoval autobiografický dokument Like Water. Při boji v postoji je znám svou obrovskou rychlostí jak v úderech, tak v pohybu a nepředvídatelnou pestrou technikou. Na zemi má dokonale zvládnuté brazilské jiu jitsu. Jeho jedinou nevýraznou slabinou je zřejmě wrestling (prvky řecko-římského zápasu uplatňované v MMA). Silva dokázal během své kariéry porazit téměř všechny špičkové bojovníky ve své váze a některé i ve váze polotěžké. Byli to např.: Chael Sonnen (2x), Vitor Belfort, Forrest Griffin, Dan Henderson, Rich Franklin (2x), Nate Marquardt nebo Yushin Okami. Poslední skutečnou porážku (nepočítaje 1 diskvalifikaci) zažil v prosinci 2004, kdy mu Japonec Ryo Chonan nasadil málo vídanou techniku zvanou "flying scissor heel hook" (páka na nohu) a Silva se musel vzdát. V současné době je poněkud obtížné nalézt Silvovi adekvátního soupeře. Jeho zápasová bilance činí 34 vítězství (z toho 20 knockoutem a 6 vzdáním) a 4 porážky (z toho 2 vzdáním)
Se svou ženou Dayane má tři syny a dvě dcery.
Anderson Silva měří 188 cm, váží 83 kg a rozpětí paží má 197 cm.

## MMA kariéra

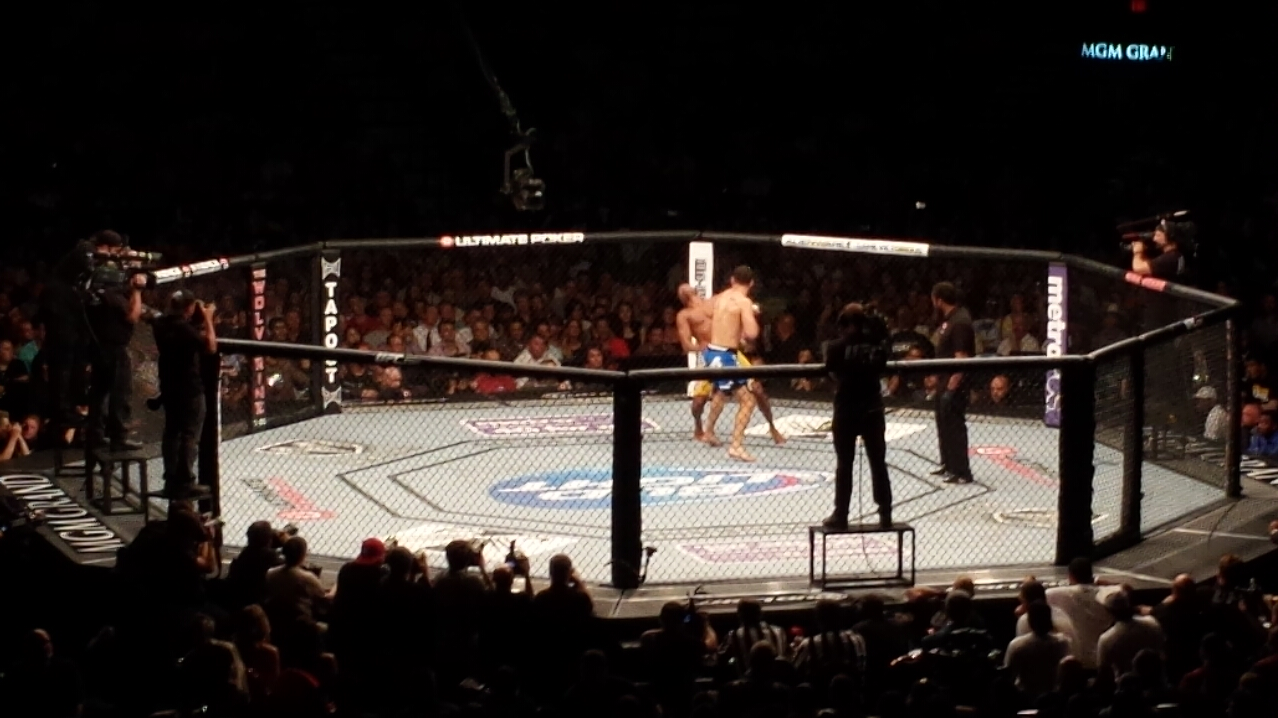
UFC 162: Anderson Silva vs. Chris Weidman

Svůj zřejmě nejtěžší zápas svedl Silva 7. srpna 2010 v prvním vzájemném duelu s Američanem Chaelem Sonnenem. Sonnen měl výraznou převahu téměř všech pět kol. Dařilo se mu dostávat Silvu na zem a tam ho zasypával množstvím úderů. Na konci posledního pátého kola se nicméně Silvovi podařilo nasadit techniku zvanou "triangle armbar" (kombinace škrcení "triangle choke" a páky "armbar") a Sonnen musel vzdát. Kvalita dnes již legendárního zápasu však utrpěla určitou ránu kvůli následným Sonnenovým pozitivním dopingovým testům.
6. července 2013 měl Silva zápas s dosud neporaženým Chrisem Weidmanem, který zvítězil knockoutem. Silva ho hodně podcenil a doplatil na to. Byla to první porážka od ledna 2006, která znamenala konec Silvových 17 výher v řadě. Odvetný zápas 28. prosince stejného roku se mu stal tragickým. Silva si zlomil levou nohu pár centimetrů nad kotníkem. Po zápase se objevily spekulace o tom, že 38letý Silva skončí se zápasením. Silva se však již brzy po operaci ptal, kdy může znovu trénovat.
Na jednom z největších zápasů v historii UFC budou slavit návrat dvě hvězdy. Jenomže toto vítězství Silvy nad Nickem Diazem z 31. ledna 2015 podle ředitele Atletické komise státu Nevada Boba Benetta je neplatné. Oba zápasníci byli pozitivně testováni na dopingové látky. U Silvy našli anabolické steroidy drostanolon a androsteron, zatímco u Nicka byla objevena marihuana. Bylo to již potřetí, co u Diaze byla nalezena tato látka. Silva byl naopak poprvé za celou svou kariéru nařčen z pojídání drog, které zvyšují výkon. Toto obvinění však Silva rázně popřel.
20. únor 2016 pro Silvu také nebyl nejlepší. V zápase s Michaelem Bispingem prohrál na body. Oba si nicméně odnesli 50 000 dolarů protože zápas byl vyhlášen jako zápas večera.
Na očekávaném turnaji UFC 200 se měli představit Jon Jones a Daniel Cormier. Zápas byl ale zrušen protože Jon Jones byl na dopingu. Jako náhradník proti Cormierovi byl právě Anderson Silva. Cormier měl ale jasnou převahu po celých pět kol a jednoznačně vyhrál na body.
Dne 11. února se Anderson Silva vrátil do oktagonu proti nebezpečnému Dereku Brunsonovi. Silva měl po celé tři kola lehce navrch a proto nakonec vyhrál.
9. února 2019 se Silva postavil proti neporaženému a talentovanému Israelovi Adesanyovi který má stejný styl boje jako Silva. V den turnaje se šampion střední váhy Robert Whittaker zranil a zápas byl zrušen. Plánovaný předzápas Adesanya vs Silva se tak změnil na hlavní zápas ale na 3 kola. Adesanya Silvu nakonec porazil na body v zápase večera. Adesanya Silvovi prokázal velký respekt.
Na turnaji UFC 237 se Silva utkal s Jaredem Cannonierem. Cannonier mu při jednom z kopů na nohu zranil koleno, které si Silva zranil už před zápasem, a rozhodčí zápas ukončil.